# Marie Ewrelius
Marie Ewrelius (* 31. August 1967) ist eine ehemalige schwedische Fußballspielerin. 
Die Abwehrspielerin spielte für Djurgården Damfotboll in der Damallsvenskan. Sie nahm mit der schwedischen Nationalmannschaft an der Weltmeisterschaft 1991 teil und holte mit der Auswahl durch einen 4:0-Erfolg im Spiel um den dritten Platz über Deutschland die Bronzemedaille des Turniers. Insgesamt bestritt sie 17 Länderspiele.